# Mladen Dabanovič
Mladen Dabanovič est un footballeur international slovène né le 13 septembre 1971 à Maribor. Il évoluait au poste de gardien de but.

## Biographie
International, il reçoit 25 sélections en équipe de Slovénie de 1998 à 2003. Il fait partie de l'équipe slovène lors de l'Euro 2000 puis lors de la Coupe du monde 2002.

## Carrière
- 1991-1995 :  NK Maribor
- 1995-1999 :  NK Rudar Velenje
- 1999-2004 :  KSC Lokeren
- 2004-2008 :  NK Drava
- 2009 :  NK Aluminij

## Palmarès
NK Maribor
- Vainqueur de la Coupe de Slovénie en 1992 et 1994

 NK Rudar Velenje
- Vainqueur de la Coupe de Slovénie en 1998